# 古生代
| 累代        | 代     | 紀           | 紀                   | 世               | 期                   | 基底年代 Mya |
| ----------- | ------ | ------------ | -------------------- | ---------------- | -------------------- | ------------ |
| 顕生代      | 新生代 | 新生代       | 新生代               | 新生代           | 新生代               | 66           |
| 顕生代      | 中生代 | 中生代       | 中生代               | 中生代           | 中生代               | 251.902      |
| 顕生代      | 古生代 | ペルム紀     | ペルム紀             | ローピンジアン   | チャンシンジアン     | 254.14       |
| 顕生代      | 古生代 | ペルム紀     | ペルム紀             | ローピンジアン   | ウーチャーピンジアン | 259.1        |
| 顕生代      | 古生代 | ペルム紀     | ペルム紀             | グアダルピアン   | キャピタニアン       | 265.1        |
| 顕生代      | 古生代 | ペルム紀     | ペルム紀             | グアダルピアン   | ウォーディアン       | 268.8        |
| 顕生代      | 古生代 | ペルム紀     | ペルム紀             | グアダルピアン   | ローディアン         | 272.95       |
| 顕生代      | 古生代 | ペルム紀     | ペルム紀             | シスウラリアン   | クングーリアン       | 283.5        |
| 顕生代      | 古生代 | ペルム紀     | ペルム紀             | シスウラリアン   | アーティンスキアン   | 290.1        |
| 顕生代      | 古生代 | ペルム紀     | ペルム紀             | シスウラリアン   | サクマーリアン       | 293.52       |
| 顕生代      | 古生代 | ペルム紀     | ペルム紀             | シスウラリアン   | アッセリアン         | 298.9        |
| 顕生代      | 古生代 | 石炭紀       | ペンシルバニアン亜紀 | 後期             | グゼリアン           | 303.7        |
| 顕生代      | 古生代 | 石炭紀       | ペンシルバニアン亜紀 | 後期             | カシモビアン         | 307          |
| 顕生代      | 古生代 | 石炭紀       | ペンシルバニアン亜紀 | 中期             | モスコビアン         | 315.2        |
| 顕生代      | 古生代 | 石炭紀       | ペンシルバニアン亜紀 | 前期             | バシキーリアン       | 323.2        |
| 顕生代      | 古生代 | 石炭紀       | ミシシッピアン亜紀   | 後期             | サープコビアン       | 330.9        |
| 顕生代      | 古生代 | 石炭紀       | ミシシッピアン亜紀   | 中期             | ビゼーアン           | 346.7        |
| 顕生代      | 古生代 | 石炭紀       | ミシシッピアン亜紀   | 前期             | トルネーシアン       | 358.9        |
| 顕生代      | 古生代 | デボン紀     | デボン紀             | 後期             | ファメニアン         | 372.2        |
| 顕生代      | 古生代 | デボン紀     | デボン紀             | 後期             | フラニアン           | 382.7        |
| 顕生代      | 古生代 | デボン紀     | デボン紀             | 中期             | ジベティアン         | 387.7        |
| 顕生代      | 古生代 | デボン紀     | デボン紀             | 中期             | アイフェリアン       | 393.3        |
| 顕生代      | 古生代 | デボン紀     | デボン紀             | 前期             | エムシアン           | 407.6        |
| 顕生代      | 古生代 | デボン紀     | デボン紀             | 前期             | プラギアン           | 410.8        |
| 顕生代      | 古生代 | デボン紀     | デボン紀             | 前期             | ロッコヴィアン       | 419.2        |
| 顕生代      | 古生代 | シルル紀     | シルル紀             | プリドリ         |                      | 423          |
| 顕生代      | 古生代 | シルル紀     | シルル紀             | ラドロー         | ルドフォーディアン   | 425.6        |
| 顕生代      | 古生代 | シルル紀     | シルル紀             | ラドロー         | ゴースティアン       | 427.4        |
| 顕生代      | 古生代 | シルル紀     | シルル紀             | ウェンロック     | ホメリアン           | 430.5        |
| 顕生代      | 古生代 | シルル紀     | シルル紀             | ウェンロック     | シェイウッディアン   | 433.4        |
| 顕生代      | 古生代 | シルル紀     | シルル紀             | ランドベリ       | テリチアン           | 438.5        |
| 顕生代      | 古生代 | シルル紀     | シルル紀             | ランドベリ       | アエロニアン         | 440.8        |
| 顕生代      | 古生代 | シルル紀     | シルル紀             | ランドベリ       | ラッダニアン         | 443.8        |
| 顕生代      | 古生代 | オルドビス紀 | オルドビス紀         | 後期             | ヒルナンシアン       | 445.2        |
| 顕生代      | 古生代 | オルドビス紀 | オルドビス紀         | 後期             | カティアン           | 453          |
| 顕生代      | 古生代 | オルドビス紀 | オルドビス紀         | 後期             | サンドビアン         | 458.4        |
| 顕生代      | 古生代 | オルドビス紀 | オルドビス紀         | 中期             | ダーリウィリアン     | 467.3        |
| 顕生代      | 古生代 | オルドビス紀 | オルドビス紀         | 中期             | ダーピンジアン       | 470          |
| 顕生代      | 古生代 | オルドビス紀 | オルドビス紀         | 前期             | フロイアン           | 477.7        |
| 顕生代      | 古生代 | オルドビス紀 | オルドビス紀         | 前期             | トレマドキアン       | 485.4        |
| 顕生代      | 古生代 | カンブリア紀 | カンブリア紀         | フロンギアン     | ステージ10           | 489.5        |
| 顕生代      | 古生代 | カンブリア紀 | カンブリア紀         | フロンギアン     | ジャンシャニアン     | 494          |
| 顕生代      | 古生代 | カンブリア紀 | カンブリア紀         | フロンギアン     | ペイビアン           | 497          |
| 顕生代      | 古生代 | カンブリア紀 | カンブリア紀         | ミャオリンギアン | ガズハンジアン       | 500.5        |
| 顕生代      | 古生代 | カンブリア紀 | カンブリア紀         | ミャオリンギアン | ドラミアン           | 504.5        |
| 顕生代      | 古生代 | カンブリア紀 | カンブリア紀         | ミャオリンギアン | ウリューアン         | 509          |
| 顕生代      | 古生代 | カンブリア紀 | カンブリア紀         | シリーズ2        | ステージ4            | 514          |
| 顕生代      | 古生代 | カンブリア紀 | カンブリア紀         | シリーズ2        | ステージ3            | 521          |
| 顕生代      | 古生代 | カンブリア紀 | カンブリア紀         | テレニュービアン | ステージ2            | 529          |
| 顕生代      | 古生代 | カンブリア紀 | カンブリア紀         | テレニュービアン | フォーチュニアン     | 541          |
| 原生代      | 原生代 | 原生代       | 原生代               | 原生代           | 原生代               | 2500         |
| 太古代      | 太古代 | 太古代       | 太古代               | 太古代           | 太古代               | 4000         |
| 冥王代      | 冥王代 | 冥王代       | 冥王代               | 冥王代           | 冥王代               | 4600         |
| 1. 2. 3. 4. |        |              |                      |                  |                      |              |

古生代（こせいだい、仏：Paléozoïque、英：Paleozoic era）は、約5億4200万年前から約2億5190万年前にあたる古生代・中生代・新生代と分かれる地質時代の大きな区分の一つ。以下の6つの紀に区分される。
地質学的には、古生代以前の地質年代をはっきりと確定することはできない。無脊椎動物の繁栄から、恐竜が繁栄しはじめる中生代の手前までの期間に対応する。

## 区分
基底年代は該当ページに基づく。基底年代の誤差の記述は省略している。

### カンブリア紀
- 約5億4200万 - 4億8830万年前
- ほぼ全ての動物門が出そろい、生物種の増加（通称「カンブリア爆発」、ただし実際にはエディアカラ紀後期からの長期的な増加であるともされる[1]）。
- 三葉虫、ラディオドンタ類（アノマロカリス、フルディアなど）[2][3]、葉足動物[4]などの繁栄。
- 最古の脊椎動物である無顎類の登場（ミロクンミンギア、ハイコウイクチスなど）。

### オルドビス紀（オルドヴィス紀）
- 約4億8830万 - 4億4370万年前
- オゾン層の形成。
- フデイシ（筆石）と頭足類の繁栄。
- 前の時代に引き続き三葉虫が繁栄した。
- 植物の陸上進出（胞子化石が知られる[5]）。
- 末期には大量絶滅が起こった。三葉虫はこれ以降衰退の道をたどっている。

### シルル紀（ゴトランド紀）
- 約4億4370万 - 4億1600万年前
- 顎を持つ魚類（棘魚類、板皮類、硬骨魚類）の出現[6][7][8]。
- サンゴ類（床板サンゴ類など）[注釈 1]とウミサソリ類の繁栄[9]。
- 維管束植物の出現（クックソニアなど）。
- 最古の陸上動物・気門で呼吸を行う節足動物の化石[10]。

### デボン紀（デヴォン紀）
- 約4億1600万 - 3億5920万年前
- 板皮類の繁栄（ダンクレオステウス、ボトリオレピスなど）。
- 棘魚類の繁栄。
- 硬骨魚類が増加した。
- アンモナイト類の出現。
- ハイギョの出現。
- 昆虫の出現？[11]
- 種子植物の出現。
- 最初の森林の形成（アーケオプテリス[注釈 2]など）。
- シダ植物の繁栄が始まる。
- 四肢動物の出現（アカンソステガ、イクチオステガなど）[注釈 3]。
- 後期には大量絶滅があり、同時に板皮類が姿を消した。

### 石炭紀
- 約3億5920万 - 2億9900万年前
- 前期（ミシシッピ紀）と後期（ペンシルベニア紀）に分けられる。
- シダ植物の繁栄。
- 両生類の地上上陸。
- 有羊膜類（爬虫類と哺乳類の系統群）の出現。
- 巨大昆虫類の繁栄（ムカシアミバネムシ、オオトンボなど）。

### ペルム紀（二畳紀）
- 約2億9900万 - 2億5190万年前
- 棘魚類の絶滅。
- 両生類・爬虫類・単弓類の繁栄。
- 三葉虫類とウミサソリ類の絶滅[9]。
- 巨大大陸パンゲアの出現[注釈 4]。
- ペルム紀末（P-T境界と呼ばれる古生代と中生代の境界）では、史上最大とされる地球規模の大量絶滅が起こった。

## 生命の始まり
古生代初期の頃には、既に様々な種類の生物が誕生し、同時にその数は急激に増加していった。この現象はカンブリア爆発として現代に知られている。
当時の生物のほとんどは海洋の中で生息しており、殻や外骨格などの固い部分で身を覆っている。海底の砂を主なすみかにしている生物（ベントス）もいれば、海中を動き回る生物（ネクトン）まで種類は多様であった。特に腕足動物や三葉虫はこの時代に一般的であった生物であり、古生代初期の生物の内訳では、ほとんどがこのような部類に入っていた。この時代から、新たな生物の分類として無顎類が誕生している。
シルル紀に突入すると多くの植物が上陸し、地上での成長を開始した。これらの植物は最初、水面に近く比較的湿度の高い場所を好んで生息していた。デボン紀では乾燥した気候に耐えられる植物も出現し、それまで簡易的であった植物の構造を一転させ、より複雑なものへと変化していく。
デボン紀はしばしば「魚類の時代」として伝えられる場合がある。これはさまざまな魚類が海中で繁栄していたからによる。この時点でほとんどの魚類は既に顎及び鱗を持ち合わせている。デボン紀では同時にクラドセラケなどの軟骨魚類が出現し始めた。また同時期ごろから動物は海中から陸上への進出を果たし、石炭紀後期（ペンシルベニア紀）には爬虫類が出現し始める。